# 知立市
知立市（日语：／ Chiryū shi */?）為位於日本愛知縣中部的行政區劃，境內多為平原，有逢妻川及猿渡川通過，其面積為愛知縣內第三小的市級行政區劃。
與位於西三河地區的大多數城市相同，汽車產業是知立市的主要產業，市內相關產業的生產據點包括富士機械製造的本社工廠、雙葉產業知立工廠、日本特殊塗料愛知工廠、兄弟精密工業的本社工場。

## 人口
| 知立市人口分布圖 |                                               |  |
| 知立市與日本全國年齡別人口分布比較圖 （2005年資料） | 知立市的年齡、男女別人口分布圖 （2005年資料） |  |
| ■紫色是知立市 ■綠色是全国 | ■藍色是男性 ■紅色是女性                       |  |
| 知立市人口變化 \| 1970年 \| 41,895人 \| \| \| 1975年 \| 47,209人 \| \| \| 1980年 \| 49,432人 \| \| \| 1985年 \| 50,506人 \| \| \| 1990年 \| 54,059人 \| \| \| 1995年 \| 58,578人 \| \| \| 2000年 \| 62,587人 \| \| \| 2005年 \| 66,085人 \| \| \| 2010年 \| 68,398人 \| \| \| 2015年 \| 70,501人 \| \| \| 2020年 \| 72,193人 \| \| |                                               |  |
| 資料來源：日本總務省統計中心提供之人口普查數據 |                                               |  |
| 1970年 | 41,895人                                      |  |
| 1975年 | 47,209人                                      |  |
| 1980年 | 49,432人                                      |  |
| 1985年 | 50,506人                                      |  |
| 1990年 | 54,059人                                      |  |
| 1995年 | 58,578人                                      |  |
| 2000年 | 62,587人                                      |  |
| 2005年 | 66,085人                                      |  |
| 2010年 | 68,398人                                      |  |
| 2015年 | 70,501人                                      |  |
| 2020年 | 72,193人                                      |  |

## 歷史
過去在令制國時代屬於三河國碧海郡，傳說1世紀景行天皇在命日本武尊東征時，為還願願在此建立了知立神社 ，此後本地即開始以門前町的形式發展；但「知立」的名稱最早是在約7世紀後半的木簡中出現，最初是使用，此後的文獻中曾陸續使用、這些日文發音相近的漢字。
在15世紀至16世紀期間，知立神社的神主永見氏也曾在此建立「知立城」，江戶時代後本地設立了東海道五十三次之一的宿場－池鯉鮒宿，池鯉鮒宿周邊區域也成為刈谷藩的領地，其他區域則是成為福島藩的領地。
19世紀末明治維新實施廢藩置縣後，此區域分別改隸屬刈谷縣、重原縣，直到1871年的第一次府縣整併後，一同整併至新設立的額田縣，但在1972年又隨著額田縣被併入愛知縣。
1889年日本實施町村制，現在的知立市轄區在當時分屬知立町、上重原村、長崎村、牛橋村四個行政區劃，1906年這四個町村合併為新設立的知立町，1970年在升格為現在的知立市。

### 變遷表
| 1889年10月1日             | 1889年 - 1944年           | 1945年 - 1954年           | 1955年 - 1989年            | 1989年 - 現在              | 現在                       |
| ------------------------- | ------------------------- | ------------------------- | -------------------------- | -------------------------- | -------------------------- |
| 知立町                    | 1906年5月1日 合併為知立町 | 1906年5月1日 合併為知立町 | 1970年12月1日 改制為知立市 | 1970年12月1日 改制為知立市 | 1970年12月1日 改制為知立市 |
| 上重原村                  | 1906年5月1日 合併為知立町 | 1906年5月1日 合併為知立町 | 1970年12月1日 改制為知立市 | 1970年12月1日 改制為知立市 | 1970年12月1日 改制為知立市 |
| 牛橋村                    | 1906年5月1日 合併為知立町 | 1906年5月1日 合併為知立町 | 1970年12月1日 改制為知立市 | 1970年12月1日 改制為知立市 | 1970年12月1日 改制為知立市 |
| 長崎村                    | 1906年5月1日 合併為知立町 | 1906年5月1日 合併為知立町 | 1970年12月1日 改制為知立市 | 1970年12月1日 改制為知立市 | 1970年12月1日 改制為知立市 |
| 1906年5月1日 合併為安城町 | 1952年5月5日 改制為安城市 | 1952年5月5日 改制為安城市 | 1952年5月5日 改制為安城市  | 1952年5月5日 改制為安城市  |                            |

## 交通

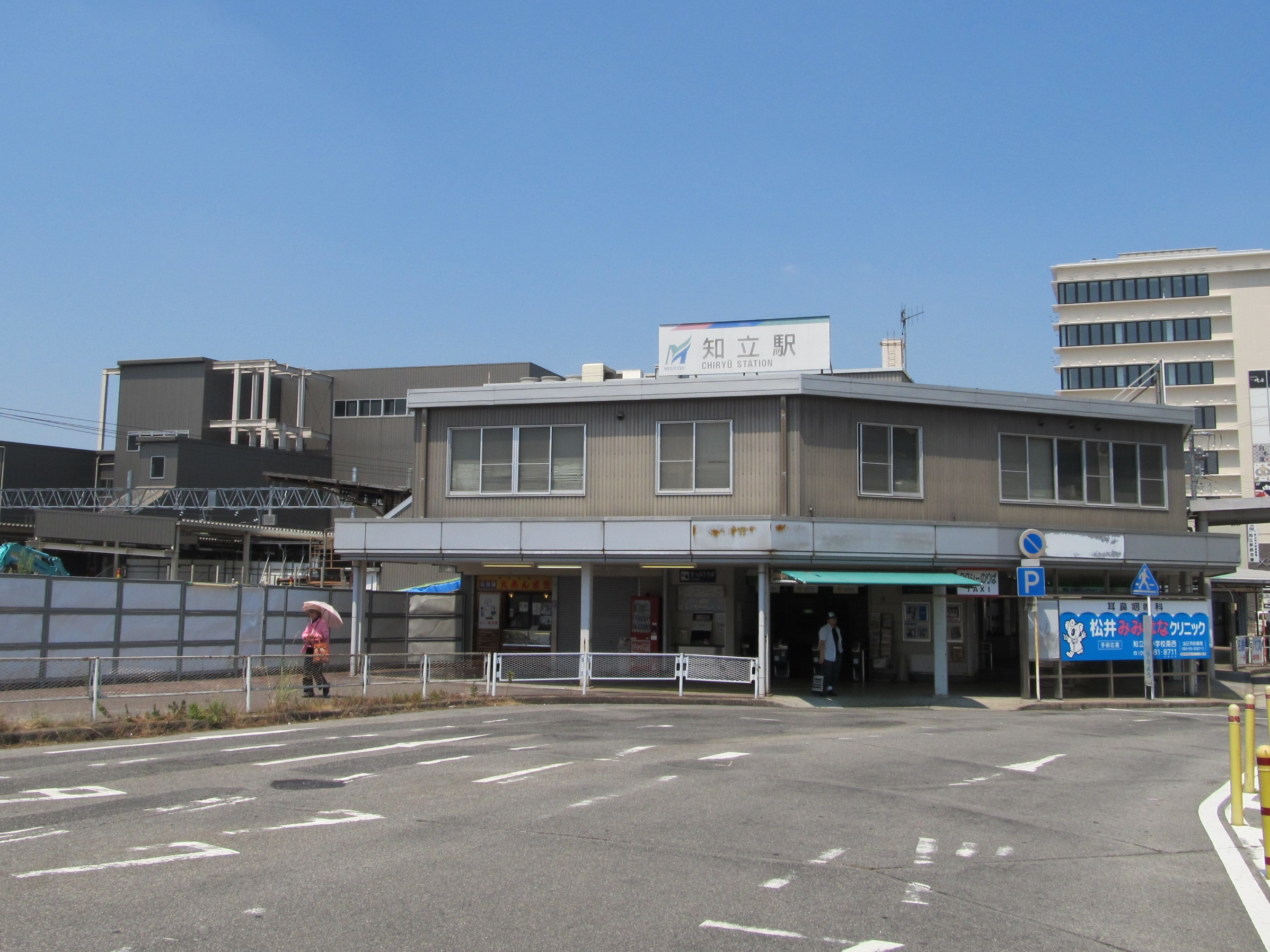
知立車站

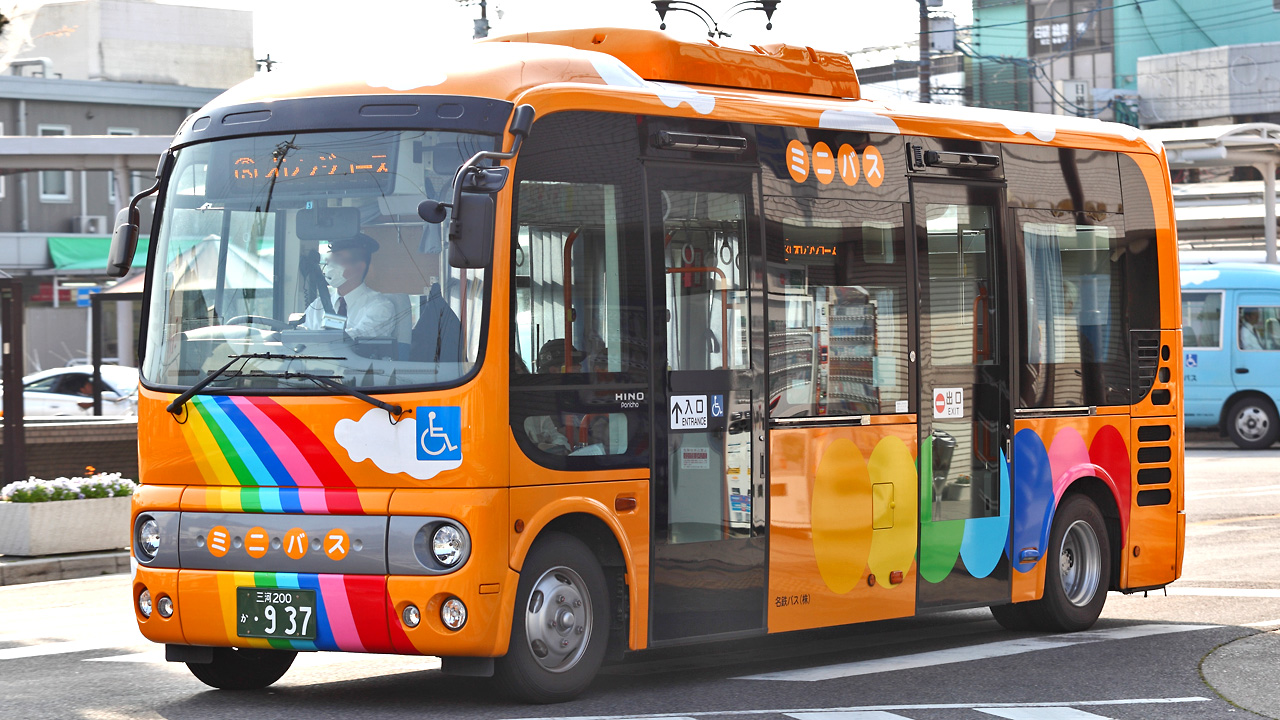
知立市社區巴士

名古屋鐵道的名古屋本線及三河線以Ｘ狀分別穿過知立市的市中心，並在知立車站交會，利用這兩條路線往西北可至半小時內抵達名古屋市中心，往東北可至豐田市，往東南可至岡崎市、豐橋市，往西南可至碧南市。
高速公路伊勢灣岸自動車道自知立市北側的豐田市境內通過，可在豐田南交流道轉入快速道路衣浦豐田道路進入知立市內。
名鐵巴士開設有自知立車站往北至位於刈谷市愛知教育大學及三好市、日進市的客運路線；知立市政府同時也有開設知立市社區巴士，同樣以知立車站為樞紐，連結至市內各地。

### 鐵道
名古屋鐵道
- 名古屋本線：（←安城市） - 牛田車站 - 知立車站 - （刈谷市→）
- 三河線：（←豐田市） - 三河知立車站 - 知立車站 - 重原車站 - （刈谷市→）

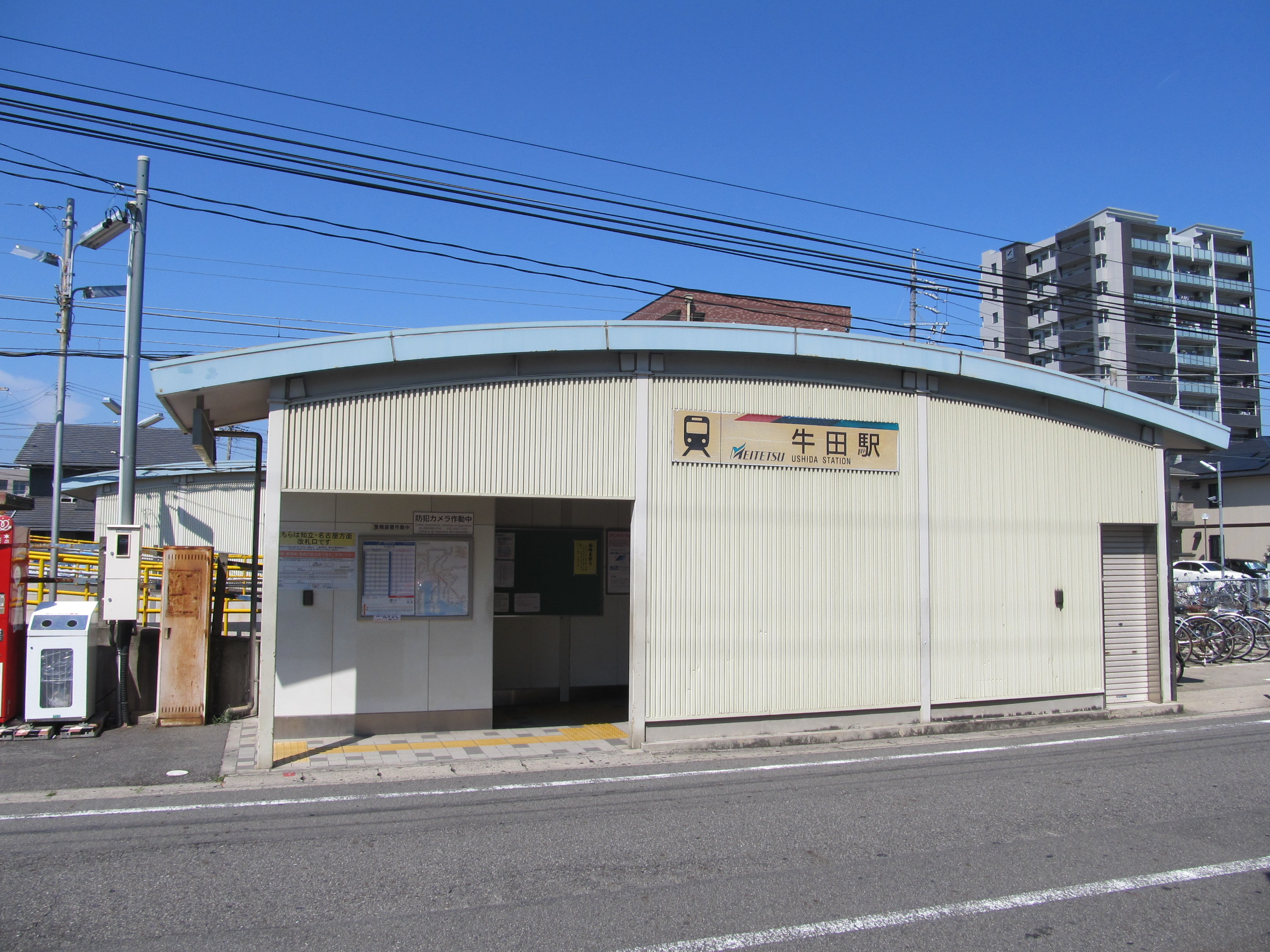
牛田車站
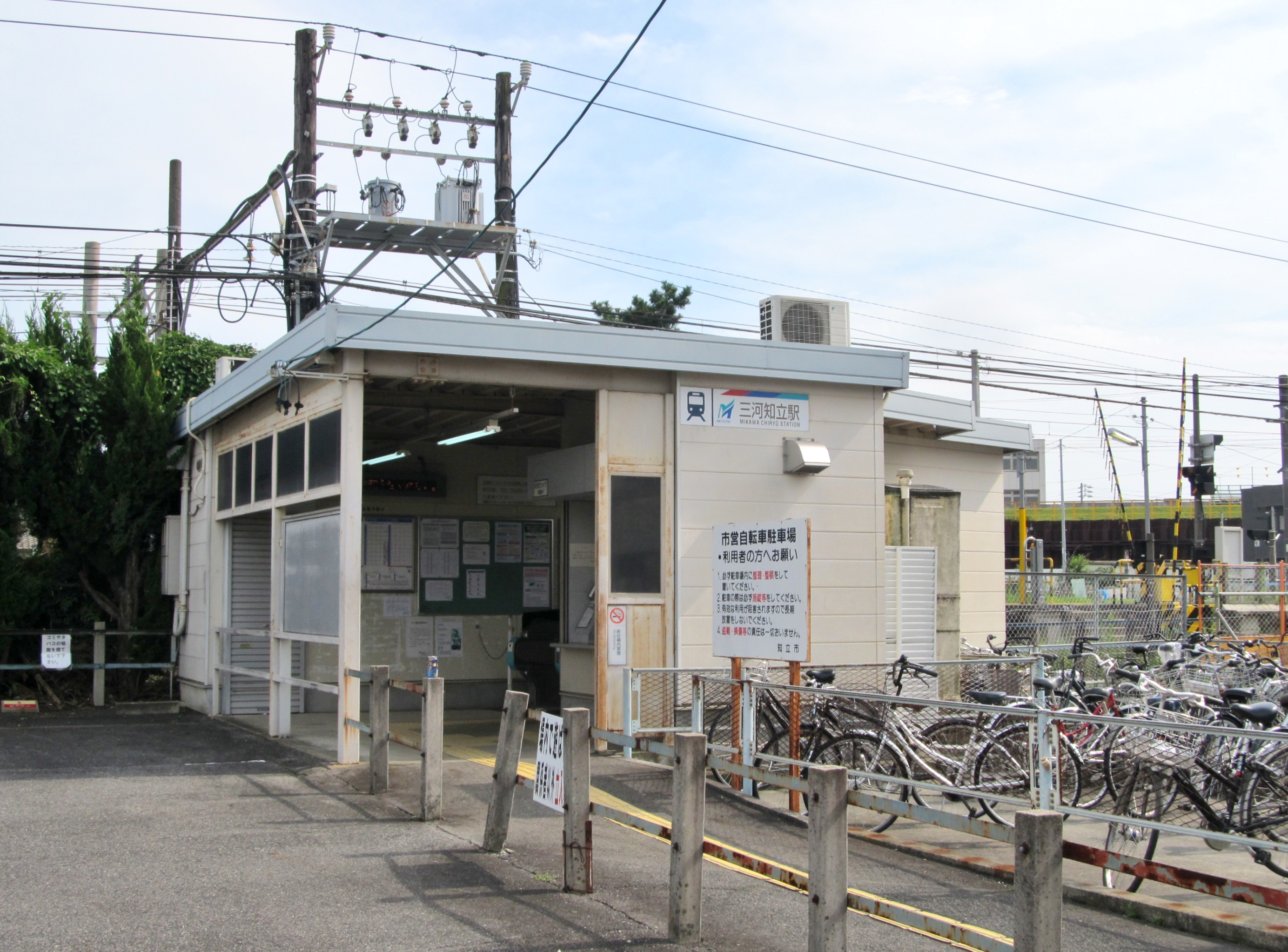
三河知立車站
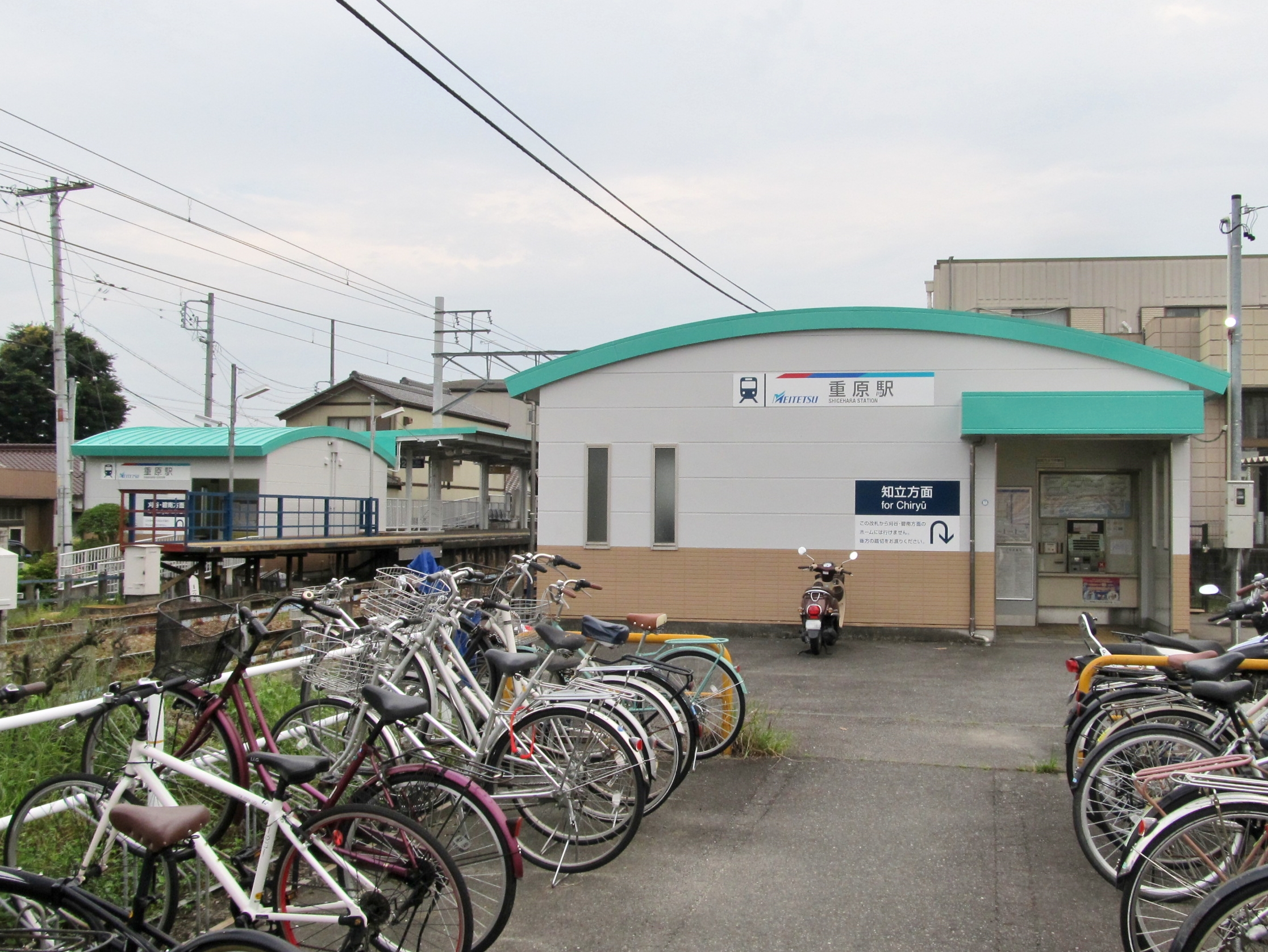
重原車站

## 觀光資源
位於市內北部的知立神社為三河國的二宮，傳說建於1世紀，不過是在16世紀時遷移至現址，目前神社內的建築大多是在江戶時代至20世紀期間所建，其中最古老的多寶塔即是建於16世紀，目前已被列為國家指定重要文化財產；知立神社在每年五月初會舉辦知立祭，由知立市的五個町搭配文樂及機關人偶的演出完成五座山車，為知立市最主要的慶典

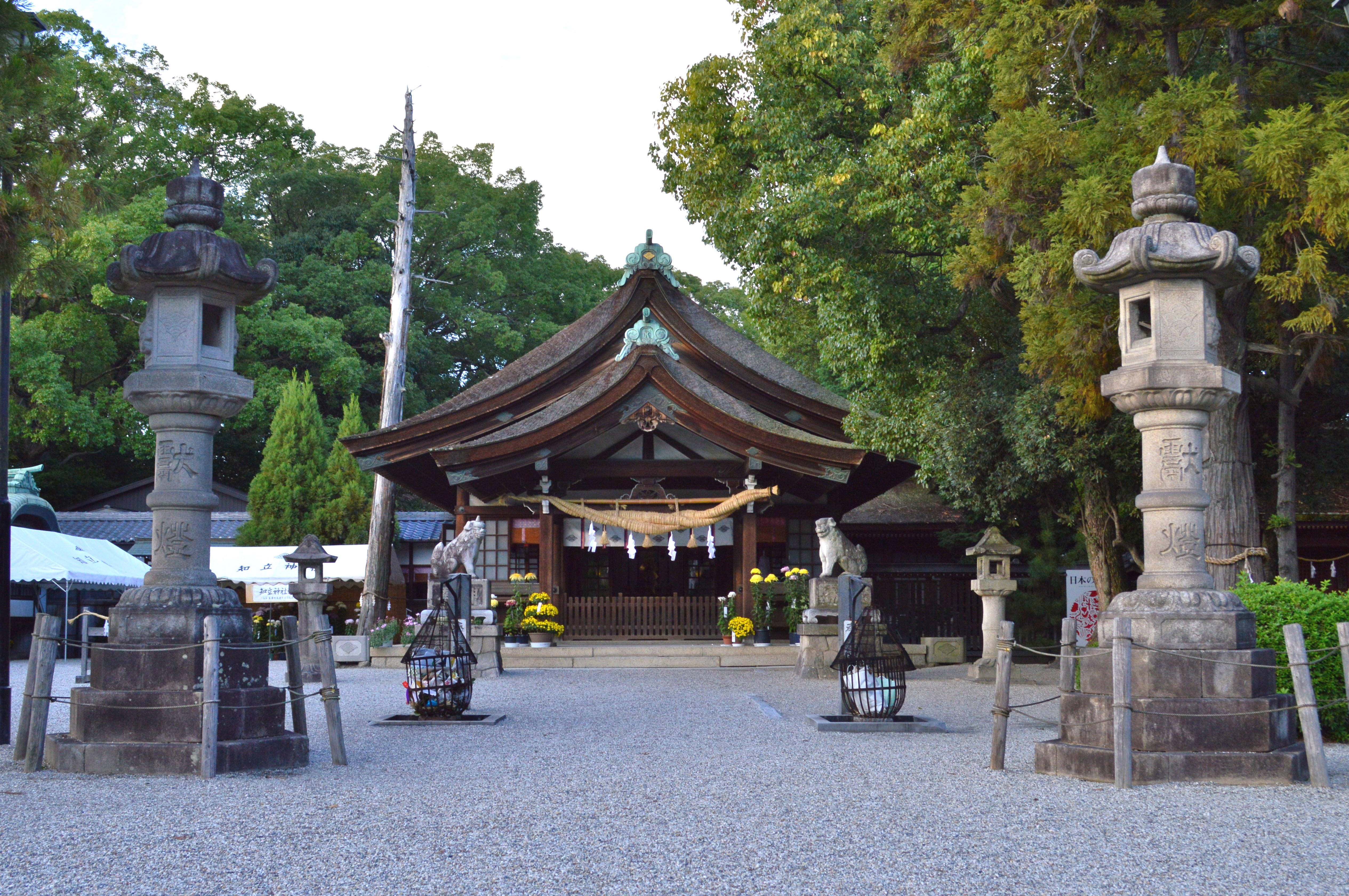
知立神社（三河國二宮）的拜殿
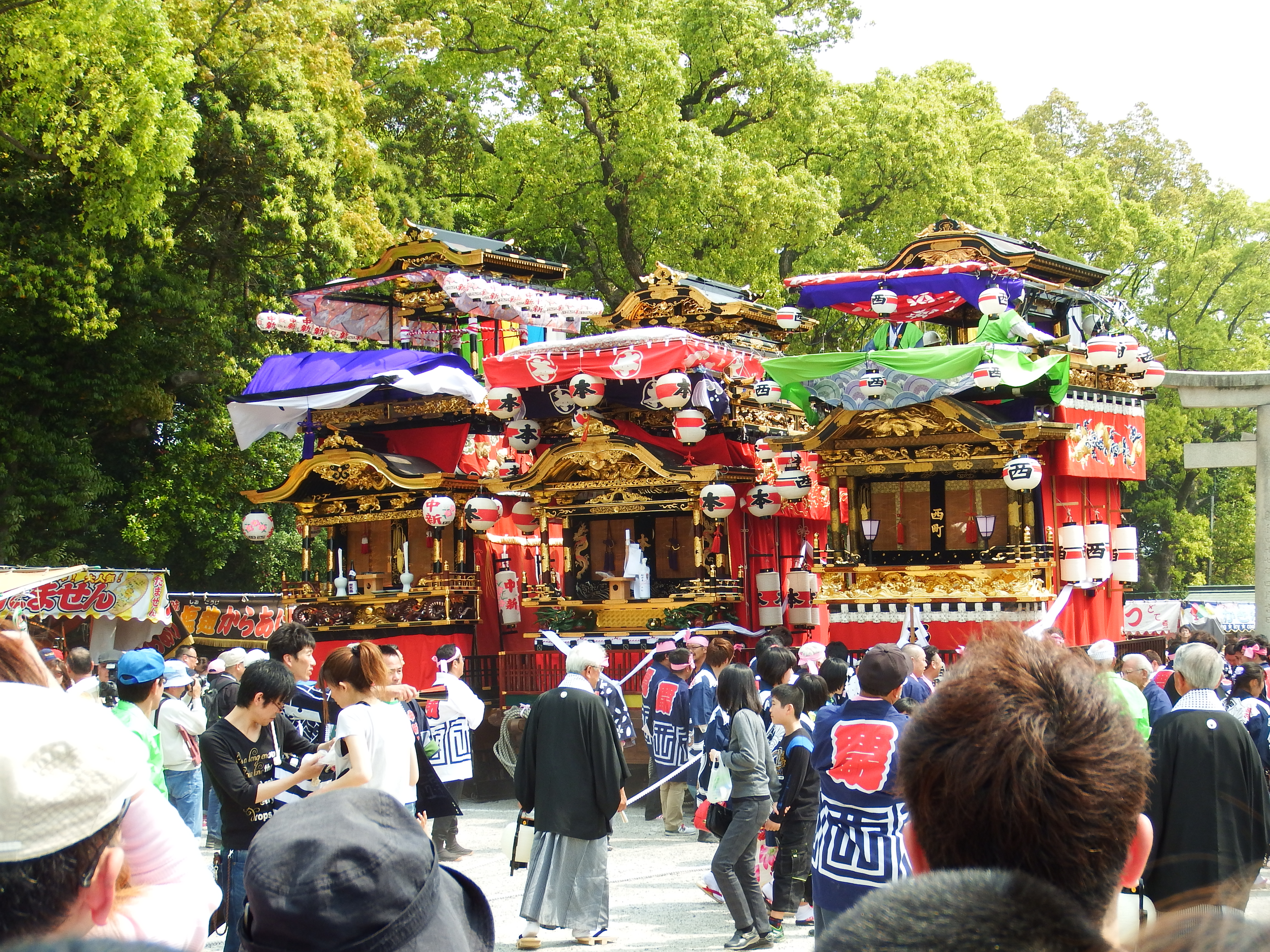
知立祭的山車

## 姊妹、友好城市

### 海外
- 云登市（澳大利亚維多利亞州）
兩地於2000年締結為姊妹城市。[12]

### 日本
- 伊那市（長野縣）
兩地於1994年締結為友好城市。[13]

## 外部連結
- （日語） 知立市政府的Facebook專頁
- （日語） 知立市觀光協會 （页面存档备份，存于）